# Павел Македонски
Павел Стоянов Минчов, известен като Македонски, е българин от Македония, който вземат участие в националноосвободителните борби на румънците в първата половина на XIX век.

## Биография
Син е на войводата Стоян (Стефан) Минчо и има брат Димитър Македонски, който също е революционер. След Руско-турските войни в XVIII век семейството на Стоян Минчо емигрира отвъд Дунава. Синовете му са доброволци в Руско-турската война 1806 - 1812 година. Отличени са за храброст, а Димитър е произведен в поручик. След войната са на висши административни длъжности във Влашко и Молдова. Участват във въстанието от 1821 година и са сред най-приближените на Тудор Владимиреску войводи. Участват в сраженията до края на въстанието и са сред последните оттеглили се от Влашко. През пролетта на 1829 година, по време на Руско-турската война, те ръководят отряд от около 150 българи, главно от Кишинев, които действат срещу нередовни османски части около Оршова и Калафат. В 1840 година Димитър е част от създадената революционна организация, а в 1848 година участва в избухналата революция.